# Palazzo dei Principi Natoli
El Palazzo dei Principi Natoli ('Palazzo Vigo') es troba a la Torre Archirafi, a Riposto (Itàlia). En el seu interior, el palau acull un museu.
El Palazzo dei Principi Natoli És Un Palau  Barroc és la residència oficial del Príncep d'Sperlinga Giovanni II a Torre Archirafi, Itàlia, Que la data de 1741, època originalment la residència del Príncep Giovanni Natoli II de Sperlinga, descendent d'origen francès de la Línia de Pilots militis mil d'anys.

## Arquitectura i Història del Palau
Príncep Francesco Natoli Al voltant de 1720 Comprar a terra i Torre Archirafi munyiment de la construcció de l'ONU palau Com residència del príncep.
 Giovanni Natoli II Ruffo Sperlinga, el 24 de maig de 1741 SER Nomenat Duc d'Archirafi per S. M.  Rei de Nàpols i Sicília Carles III d'Espanya. Acaba de Prendre possessió Poble de Archirafi va construir l'església del corrent del Segle xvii i attiuguo palau, Però La Majoria de la Haia RESTAURAT en 1762, la famosa i antiga torre del segle xi, paràgraf Protegir millor de la costa de Mascali per Pirates sarraïns, nom que des del poble i ara ja no ha, Potser per Destruïda un terratrèmol o una tempesta de neu.

### La Torre
Una memòria, en la part superior de la torre del Príncep Natoli havia gravat A Una Pedra Blanca la següent inscripció Bourbon: .. "DOM Ferdinand Utriusque Sic Rege Pio Felici, Invicta Joannes Natolius Rufus de Alifia Princeps Sperlinga, Dux Archiraphis Reg., Cons.Urbic. legió. Messanae Praefectus Antiquissimam Turrim Archiraphim Aetate ac Maris collapsam ímpetu, pagament Aucto Colonis va assistir Ducatus l'honor noble, quae nomen dederat deficeret, en meliorem tutioremque suplent Readificandam curavit. 1762" que va ser destruït per un tsunami mira cap a 1853.

### L'església
Adjacent al palau príncep volen una petita església, es diu que aquesta va ser la petició dels seus avantpassats, dedicant-lo a Maria, patrona de Messinesi. Molts dels descendents de la família Natoli, homes, porten en els seus noms de memòria, fins i tot el nom de Maria.
El 14 de mai 1741 es va acabarà la construcció de l'església i el príncep Natoli si afecta a la següent inscripció:  "Casa optimae maximae pepetuae mamertinorum tutelari saeculo XVIII acceptae Epistolae surgent AEDEM Hanc quam hocrure ducatus títol insignito Franciscus Natoli De Alifia Sperlingae princips priusquam fato cederet erigendam curavit menti patris adhaerens Ioannes Filius erexit perfecit dotavit ". L'església va ser consagrada només en 1743 i en 1840 la capella va ser ampliada. El 1922 l'Església de Torre Archirafi es converteix en parròquia i està dedicada a la Mare de Déu del Roser.
Vostè no sap l'any exacte en què va desaparèixer la torre, ens trobem encara esmentem en 1815-1853.
El duc de Archirafi sembla que va morir a Messina, el 1769. El Palau més tard va passar a ser propietat de Francesco Montcada d'Natoli i familiars Vanni.
Avui dia l'edifici està restaurat i convertit en un museu, constituint una àrea arquitectònica i turística d'interès històric.